# سیارک ۱۲۰۹۹
سیارک ۱۲۰۹۹ (به انگلیسی: 12099 Meigooni، نامگذاری:1998HQ124) دوازده هزار و نود و نهمین سیارک کشف شده‌است که در ۲۳ آوریل ۱۹۹۸ کشف شد.
قدر مطلق سیارک برابر ۱۳.۵ است.